# بايوفاريون

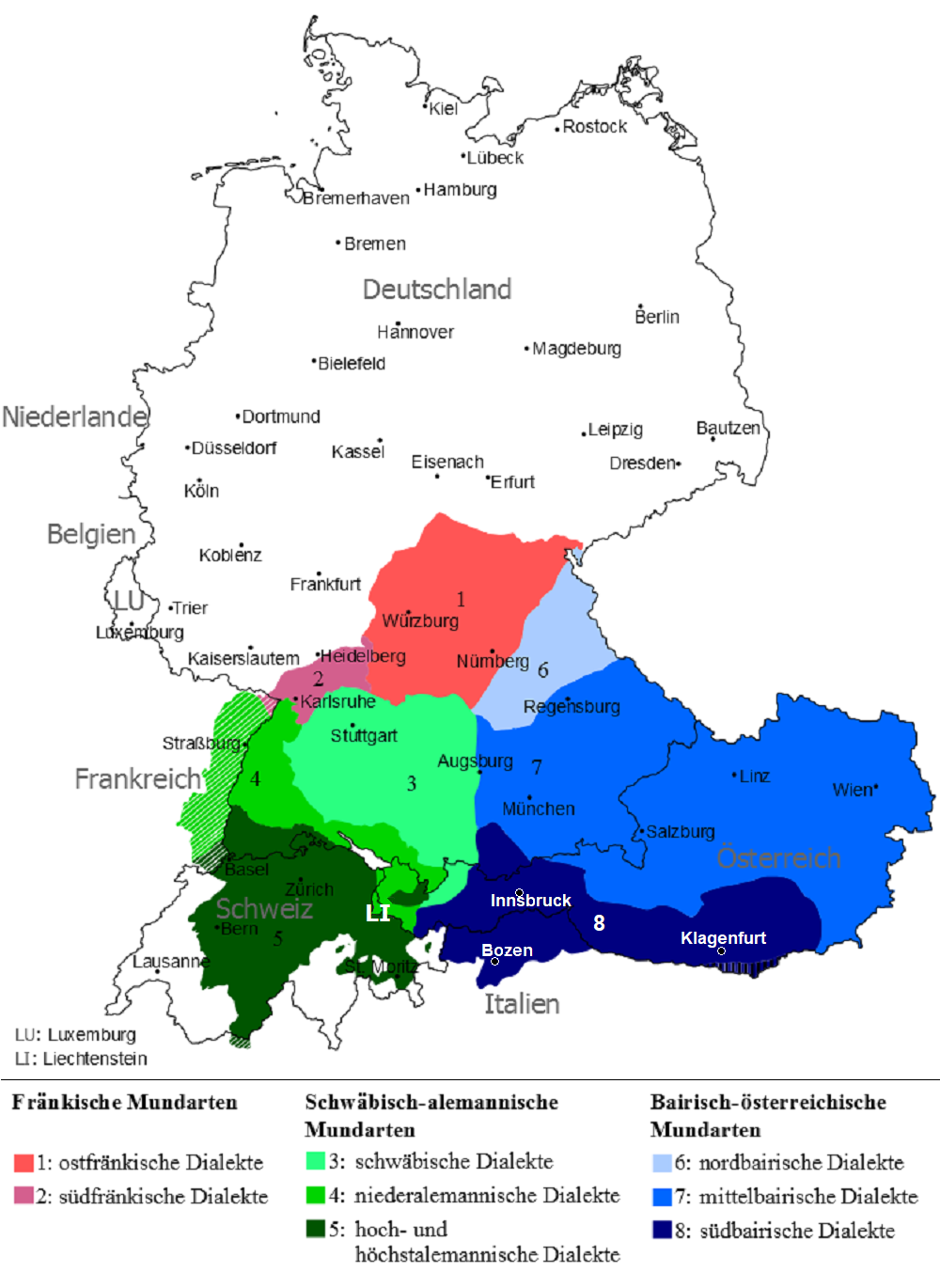
مناطق ألمانيا العليا اللغوية

بايوفاريون (باللغة الألمانية: Bajuwaren) قبيلة جرمانية قوية استقرت أصلا بأراضي تشيكيا الحالية (في بوهيميا). لاحقا توسعت في النمسا وفي بافاريا (و منهم أُخذ اسمها)، حيث واجهوا غارات السلاف والأفار.
حتى قبل زمن ليس بالطويل كان يعتقد أن البافاريين الحاليين ينحدرون من البايوفاريين القدامى، والمرجح أنهم ينحدرون مباشرة من شعب بوي الغالي، الذين استوطنوا في النمسا الحالية.
لطالما أعطت الدراسات اللاحقة دعماً أكثر لنظرية تزعم أن مَن بقي مِن قبائل البوي تم استيعابه ضمن الإمبراطورية الرومانية واختلطوا بعد ذلك مع الجرمان الذين اختاروا (أو حصلوا على إذن من روما) الاستقرار في المنطقة. بحلول القرن السادس اندمجوا تدريجيا وخضعوا للفرنجة وفي النهاية كونوا دوقية، حتى وإن بدى من المرجح أن الحكام لم يكونوا بايوفاريين.